# Javor mléč u zámečku v Krči
Javor mléč u zámečku v Krči v Praze byl památný strom, který rostl v parku u zámečku v Krči na přístupové cestě.

## Parametry stromu
- Výška (m): 24,5
- Obvod (cm): 354
- Ochranné pásmo: ze zákona
- Datum prvního vyhlášení: 25.10.2010
- Datum zrušení: 2014
- Odhadované stáří: 170 let

## Popis
Strom se řadil k nejmohutnějším javorům v Praze a jako jediný byl památkově chráněn. Měl silný kmen, který se dělil na několik větví a ty pak vytvářely celou korunu protáhlého tvaru. Koruna byla sice bohatá, ale měla menší počet větví.

## Historie
Javor byl vysazen při úpravách parku po přestavbě velkostatku v době, kdy zdejší objekty vlastnil vídeňský advokát baron JUDr. Karel Schlosser (v letech 1840–1860). Od roku 2010 měl strom památkovou ochranu, v průběhu roku 2014 o ni přišel a poté byl pokácen.

## Památné stromy v okolí
- Jilm vaz – u rybníka Labuť
- Lípa svobody – v ulici Krčská